# سيمون مينيوليه
سيمون لوك هيلديبرت مينيوليه (بالهولندية: Simon Luc Hildebert Mignolet) (ولد في 6 مارس 1988) لاعب كرة قدم بلجيكي يلعب حالياً لنادي كلوب بروج والمنتخب البلجيكي لكرة القدم في مركز حارس مرمى.
ميغنوليت بدأ مسيرته الاحترافية في نادي دوري الدرجة الثانية البلجيكي سينت ترويدن في 2004، وقضى 6 سنوات في النادي ولعب 100 مباراة دوري. انتقل لنادي البريميرليغ سندرلاند في يونيو 2010 بقيمة 2 مليون جنيه استرليني، وقضى ثلاث سنوات مع سندرلاند ولعب في 90 مباراة دوري. وانتقل لليفربول في يناير 2013 بقيمة 9 ملايين جنيه استرليني.

## مسيرته الكروية
لعب سيمون مينيوليه خلال مسيرته الاحترافية مع 4 أندية في أربعة عشر موسمًا وسجل خلالها هدفًا واحدًا ضمن 371 مباراة. ولم يفز بأي موسم بالكأس وفاز في موسم واحد بالدوري.
خاض سيمون مينيوليه مسيرته مع نادي سينت ترويدن في موسم 2006–07 ليلعب معه أربعة مواسم، مشاركًا في 99 مباراة سجل خلالها هدفًا واحدًا. ثم انتقل إلى نادي سندرلاند في موسم 2010–11 واستمر معه طيلة ثلاثة مواسم، حيث شارك في 90 مباراة ولم يسجل أي هدف. لينتقل بعدها إلى نادي ليفربول في موسم 2013–14 ليلعب معه ستة مواسم، مشاركًا في 155 مباراة ولم يسجل أي هدف أيضًا. ثم انتقل إلى نادي كلوب بروج في موسم 2019–20 لمدة موسم واحد، مشاركًا في 27 مباراة ولم يسجل أي هدف أيضًا.

## روابط خارجية
- سيمون مينيوليه على موقع الاتحاد الدولي (مؤرشف)  (الإنجليزية)
- سيمون مينيوليه على موقع الاتحاد الأوربي (الإنجليزية)
- سيمون مينيوليه على موقع الاتحاد البلجيكي (الإنجليزية)
- سيمون مينيوليه على موقع إي إس بي إن إف سي (الإنجليزية)
- سيمون مينيوليه على موقع قاعدة بيانات كرة القدم.إي يو (الإنجليزية)
- سيمون مينيوليه على موقع ليكيب (الفرنسية)
- سيمون مينيوليه على موقع ناشيونال فوتبول تيمز (الإنجليزية)
- سيمون مينيوليه على موقع Soccerbase.com (لاعب) (الإنجليزية)
- سيمون مينيوليه على موقع Soccerway.com (الإنجليزية)
- سيمون مينيوليه على موقع عالم كرة القدم.نت (الإنجليزية)